# Schacha (Gemeinde Moosbach)
Schacha ist ein Ort im Innviertel Oberösterreichs wie auch Ortschaft der Gemeinde Moosbach im Bezirk Braunau am Inn.

## Geographie
Der Ort befindet sich 23 Kilometer westlich von Ried im Innkreis und 11 Kilometer südöstlich von Braunau am Inn. 

Er liegt am Westrand des Innviertler Hügellands auf um die 410 m ü. A. Höhe im vorderen Moosbachtal, am Südwestrand des Schachawalds. Unterhalb fließt der Lochbach vorbei.
Die Ortschaft, als zerstreuten Häuser klassiert, hat etwa 25 Gebäude mit 56 Einwohnern (Stand 2024). Sie umfasst die Ortslagen Am Dambach, Schacha und Sonnberg, sowie Am Schachawald auf der anderen Seite des Schachawalds.
Durch die Ortschaft führt von der B142 weg die L1057 Aspacher Straße über Treubach.
| Hufnagl (O) |                                             | Hainschwang ∗ (O)                                |
| Waasen (O)  | Kompassrose, die auf Nachbargemeinden zeigt | Schachawald Am Schachawald ∗                     |
|             | Radlham                                     | Weidenpoint ∗ Treubach ∗ (alle O, Gem. Treubach) |

∗ hinter dem Schachawald

## Geschichte
Der Ortsname ist eine  bairisch häufige Schreibung von Schachen (althochdeutsch scahho) ‚Gehölz‘, meist als Waldrest der Rodungen.
Nördlich oberhalb, gegen Hufnagl hin, befindet sich eine vor langem abgegangene Burg, der Burgstall Schloßberg.
Im 18. Jahrhundert ist hier ein Herrensitz erwähnt, der aber nicht genauer bestimmt werden konnte. Er gehörte 1779 mit 6 Häusern dem Grafen Haßlang.